# 4215 Kamo
A 4215 Kamo (ideiglenes jelöléssel 1987 VE1) a Naprendszer kisbolygóövében található aszteroida. Ueda Szeidzsi és Kaneda Hirosi fedezte fel 1987. november 14-én.